# Царёв, Анатолий Петрович
Анатолий Петрович Царёв — советский и российский учёный в области лесоведения и лесоводства, специалист в области генетики, селекции и дендрологии лесных древесных растений, доктор сельскохозяйственных наук, заслуженный лесовод РФ, профессор Воронежского государственного лесотехнического университета им. Г.Ф. Морозова, заведующий отделом селекции и семеноводства и главный научный сотрудник
Всероссийского научно-исследовательского института лесной генетики, селекции и биотехнологии, почетный работник высшего профессионального образования и лесного хозяйства, действительный член Российской академии естественных наук, автор многих научных трудов.

## Биография
Анатолий Петрович родился в 1939 году в селе Покровское Днепропетровской области на Украине.
В 1953 году окончил Велико-Анадольский лесной техникум (Донецкая область), в 1962 году лесохозяйственный факультет Воронежского лесотехнического института, в 1984 году математический факультет Воронежского государственного университета, аспирантура при кафедре лесоводства Воронежского лесотехнического института.
Защитил кандидатскую диссертацию на тему «Изучение и селекционный отбор экотипов и форм осины в Центральной лесостепи (по исследованиям в Воронежской области)» в 1968 году. Докторскую диссертацию на тему «Селекция и сортоиспытание тополя в юго-восточной части европейской территории РСФСР» по специальности «лесные культуры, селекция, семеноводство и озеленение городов» защитил в 1986 году в Московском лесотехническом институте. Профессор кафедры лесного хозяйства кафедры лесного хозяйства лесоинженерного факультета Петрозаводского государственного университета.

## Научные направления и результаты
Аналитическая и комбинативная селекция быстрорастущих лесных древесных пород.
Сортоведение и сортоиспытание лесных древесных пород, включая лимитно-экологическую концепцию сортоиспытания.
Многофункциональные эколого-энергетические плантации быстрорастущих древесных растений.
Изучение внутривидового разнообразия лесных древесных пород фенетическими методами популяционной генетики.
Политомические идентификационные ключи для определения видов и сортов лесных древесных пород.
Экологическая генетика лесных древесных пород.
Компьютерные базы данных ценного генофонда лесных древесных пород.
Известен исследованиями рода Тополь.
Опубликовал большое количество печатных работ в области лесоводства, лесных культур, экологии, генетики, селекции и сортоиспытания лесных древесных пород.

### Избранные труды
- Селекция осины в Воронежской области // Лесная генетика, селекция и семеноводство. — Петрозаводск, 1970.
- Experience in Poplar Cultivation under Pulping Sewage Irrigation. — Soviet-Italian symposium. — Kiev, 1973. (в сооавт.)
- Методика сортоиспытания лесных пород. — Воронеж: ЦНИИЛГиС, 1977. — 40 с.
- Сортоиспытание лесных древесных пород в СССР и за рубежом / Обзорная информаци. — М.: ЦБНТИлесхоз, 1984. — 58 с.
- Сортоведение тополя. — Воронеж: ВГУ, 1985. — 152 с.
- Poplar breeding in the regions of temperate climate of the USSR. — Proceedings of XIX World Congress IUFRO (5-11 August 1990, Montreal, Canada). Division 2. — Montreal, 1990. (в соавт.)
- Возможности энергетических плантаций тополя в Центральной лесостепи // Лесное хозяйство. — 1997. — № 2. (в соавт.)
- Экологические особенности лесных древесных пород: Учебное пособие. — Петрозаводск, 1997.
- Генетика лесных древесных пород : учебник / А.П. Царёв, С.В. Погиба, В.В. Тренин. — Петрозаводск: Петрозаводский государственный университет, 2000. — 340 с.
- Селекция и репродукция лесных древесных пород: учебник / А.П. Царёв, С.П. Погиба, В.В. Тренин. — М.: Логос, 2002. — 520 с. — ISBN 5-94010-126-7.
- Генетика лесных древесных растений: учебник / А.П. Царёв, С.П. Погиба, Н.В. Лаур. — М.: ГОУ ВПО МГУЛ, 2010. — 381 с.
- Программы лесной селекции в России и за рубежом: монография. — М.: ФГБОУ ВПО МГУЛ, 2013. — 164 с. — ISBN 978-5-8135-0592-8.
- Селекция лесных и декоративных древесных растений: учебник / А.П. Царёв, С.П. Погиба, Н.В. Лаур. — М.: ГОУ ВПО МГУЛ, 2014. — 552 с.
- Селекция и сортоиспытание тополей: монография / под общей редакцией А.П. Царёва. — Симферополь: ИТ «АРИАЛ», 2019. — 252 с.(в соавт.)